# Villazopeque
Villazopeque es una localidad y un municipio situados en la provincia de Burgos, comunidad autónoma de Castilla y León. Tiene un área de 11,73 km² con una población de 72 habitantes (INE 2007) y una densidad de 6,14 hab/km². 

## Geografía
Integrado en la comarca de Odra-Pisuerga, se sitúa a 35 kilómetros de la capital burgalesa. El término municipal está atravesado por la Autovía de Castilla A-62 entre los pK 34 y 37. 
El relieve del municipio está caracterizado por una llanura en la que se elevan algunos páramos al norte y al oeste. Al este y al sur el territorio es más llano por la presencia del río Arlanzón, que hace de límite municipal con Palazuelos de Muñó, Barrio de Muñó y Belbimbre. La altitud oscila entre los 870 metros en los páramos y los 774 metros a orillas del río Arlanzón. El pueblo se alza a 784 metros, cerca del río Hormazuela, afluente del Arlanzón. 
| Noroeste: Los Balbases | Norte: Villaquirán de los Infantes | Noreste: Pampliega                        |
| Oeste: Los Balbases    |                                    | Este: Palazuelos de Muñó y Barrio de Muñó |
| Suroeste: Los Balbases | Sur: Belbimbre                     | Sureste: Barrio de Muñó                   |

## Demografía
Villazopeque cuenta con una población de 52 habitantes (INE 2024).
| Gráfica de evolución demográfica de Villazopeque entre 1842 y 2021                                                    |
| |
| Población de derecho según los censos de población del INE. Población de hecho según los censos de población del INE. |

| 1991 |  | 1996 |  | 2001 |  | 2004 |  | 2007 |
| ---- |  | ---- |  | ---- |  | ---- |  | ---- |
| 101  |  | 100  |  | 75   |  | 78   |  | 72   |

## Historia
Villa que formaba parte, en su categoría de pueblos solos, del Partido de Castrojeriz, uno de los catorce que formaban la Intendencia de Burgos durante el periodo comprendido entre 1785 y 1833, en el Censo de Floridablanca de 1787, jurisdicción de señorío siendo su titular la Condesa de Ricla, alcalde pedáneo.

## Monumentos y lugares de interés
- Iglesia católica parroquial. La torre de la iglesia de San Juan fue recrecida en el siglo XIX con un piso más para que sirviese como telégrafo óptico: se trata de la posición 25 de la línea de Castilla.[3]

## Cultura

### Fiestas y costumbres
- El 15 de mayo, San Isidro Labrador.
- El 24 de junio, San Juan.